# Idomacromia proavita
Idomacromia proavita – gatunek ważki z rodziny Synthemistidae. Występuje w Afryce Zachodniej i Środkowej; stwierdzony w Kamerunie, Kongu, Demokratycznej Republice Konga, Wybrzeżu Kości Słoniowej, Gabonie, Gwinei i Nigerii.